# UNIDROIT
UNIDROIT (frz. Institut international pour l’unification du droit privé; engl. International Institute for the Unification of Private Law) ist eine Internationale Organisation mit dem Ziel der Förderung der internationalen Vereinheitlichung des Zivilrechts. Hierzu entwickelt UNIDROIT Methoden, völkerrechtliche Übereinkommen, Mustergesetze, und Grundregeln zur Modernisierung und Harmonisierung des Zivilrechts, insbesondere des internationalen Handelsrechts.
Der Sitz von UNIDROIT ist die Villa Aldobrandini in Rom (Via Panisperna 28, 00184 Roma). Präsidentin ist seit 2020 die italienische Professorin Maria Chiara Malaguti von der Universität vom Heiligen Herzen in Mailand.

## Allgemeines
UNIDROIT wurde 1926 in Rom auf Grund eines Beschlusses des Völkerbunds gegründet und nahm am 30. Mai 1928 seine Arbeit auf. Nach dem Austritt Italiens aus dem Völkerbund löste sich 1940 UNIDROIT von selbigem und wurde eine unabhängige internationale Organisation, die von derzeit 64 Mitgliedstaaten (Stand: 17. April 2023) getragen wird. UNIDROIT hat die Aufgabe, Mittel der Harmonisierung und der Koordination des Privatrechts von Staaten oder Staatengruppen zu untersuchen sowie nach und nach die Verabschiedung einer einheitlichen Gesetzgebung auf dem Gebiet des Privatrechts durch die verschiedenen Staaten vorzubereiten.

## Arbeitsweise
Das Sekretariat führt die laufenden Geschäfte von UNIDROIT, hält Kontakte zu Staaten und internationalen Organisationen und ist auch wissenschaftlich forschend tätig. Wesentlich ist die in Artikel 9 der Statuten niedergelegte Verpflichtung, eine Bibliothek zu unterhalten; allerdings übergibt UNIDROIT wichtige Dokumente auch jeweils einer Bibliothek in den Mitgliedstaaten und veröffentlicht Informationen im Internet.
Amtssprachen sind gemäß Artikel 10 des UNIDROIT-Statuts Italienisch, Deutsch, Englisch, Spanisch und Französisch. Arbeitssprachen sind allerdings nur Englisch und Französisch.
Zur Erledigung des beschlossenen Arbeitsprogramms lädt das Sekretariat häufig renommierte Wissenschaftler zur Mitarbeit in Studiengruppen ein („study groups“).
Bis zu seinem 75. Geburtstag hat UNIDROIT über 70 Studien und Konventionsentwürfe fertiggestellt. Die Zahl der internationalen Instrumente, die in Kraft getreten sind, lag bei 17. UNIDROIT bedient sich neben den klassischen völkerrechtlich verbindlichen Staatsverträgen auch anderer Instrumente, wie etwa Modellgesetzen und Grundregeln (Principles), die unter den Begriff „Softlaw“ fallen, oder auch Verhaltenskodizes (codes of conduct).

## Ergebnisse

### Principles of Transnational Civil Procedure
Im April 2004 stimmte das Council von UNIDROIT den Principles of Transnational Civil Procedure zu. Die Vorlage basiert auf einer Zusammenarbeit des Unidroit mit dem American Law Institute. Ziel beider Organisationen war es ein einheitliches Zivilverfahrensrecht für internationale und transnationale Streitigkeiten zu schaffen. Die Principles dienen als Modellentwurf, den jeder Nationalstaat nach Belieben in seine Verfahrensordnung einbauen kann. Langfristig soll der Entwurf die Unterschiede in den verfahrensrechtlichen Vorstellungen abbauen und auf Grundlage der Gemeinsamkeiten eine Annäherung – wenn auch keine Identität – des Verfahrensrechts zu erlangen. An dem Entwurf waren Professoren aus dem kontinentaleuropäischen und angloamerikanischen Rechtsraum beteiligt.

### Grundregeln für internationale Handelsverträge
Ein wichtiges Arbeitsergebnis von UNIDROIT stellen die „Grundregeln für internationale Handelsverträge“ dar, die erstmals 1994 vorgelegt und zuletzt 2016 neugefasst wurden. Sie enthalten Regeln für internationale Handelsverträge zwischen Privaten. Anders als das Übereinkommen der Vereinten Nationen über Verträge über den internationalen Warenverkauf (CISG) gelten sie nicht unmittelbar, sondern müssen in den jeweiligen Verträgen in Bezug genommen werden.

### Übereinkommen über internationale Sicherungsrechte an beweglicher Ausrüstung
Jünger ist das Übereinkommen über internationale Sicherungsrechte an beweglicher Ausrüstung (auch: Übereinkommen von Kapstadt) von 2001. Es dient mit Blick auf hochpreisige Gegenstände, die im Wirtschaftsverkehr bestimmungsgemäß grenzüberschreitend eingesetzt werden (z. B. Flugzeuge), als Grundlage für die Schaffung eines internationalen Registers, in das Sicherungsrechte (etwa für Kreditgeber oder andere Gläubiger) eingetragen und so international anerkannt und durchgesetzt werden können. Das Übereinkommen klärt zwar Grundfragen, ist aber ausfüllungsbedürftig. Geplant und zum Teil schon beschlossen sind Zusatzprotokolle für Eisenbahngegenstände, Flugzeuge und Satelliten.